# Clinical Oral Implants Research
Clinical Oral Implants Research, abgekürzt Clin. Oral Implant. Res., ist eine wissenschaftliche Fachzeitschrift, die vom Wiley-Blackwell-Verlag veröffentlicht wird. Die Zeitschrift ist ein offizielles Publikationsorgan der European Association for Osseointegration und erscheint mit 13 Ausgaben im Jahr. Es werden Arbeiten veröffentlicht, die sich mit dem Einsatz von Implantaten in der Zahnmedizin beschäftigen.
Der Impact Factor lag im Jahr 2014 bei 3,889. Nach der Statistik des ISI Web of Knowledge wird das Journal mit diesem Impact Factor in der Kategorie Zahnmedizin & Kieferchirurgie an dritter Stelle von 88 Zeitschriften und in der Kategorie biomedizinische Ingenieurwissenschaft an achter Stelle von 76 Zeitschriften geführt.